# Coandă-effect

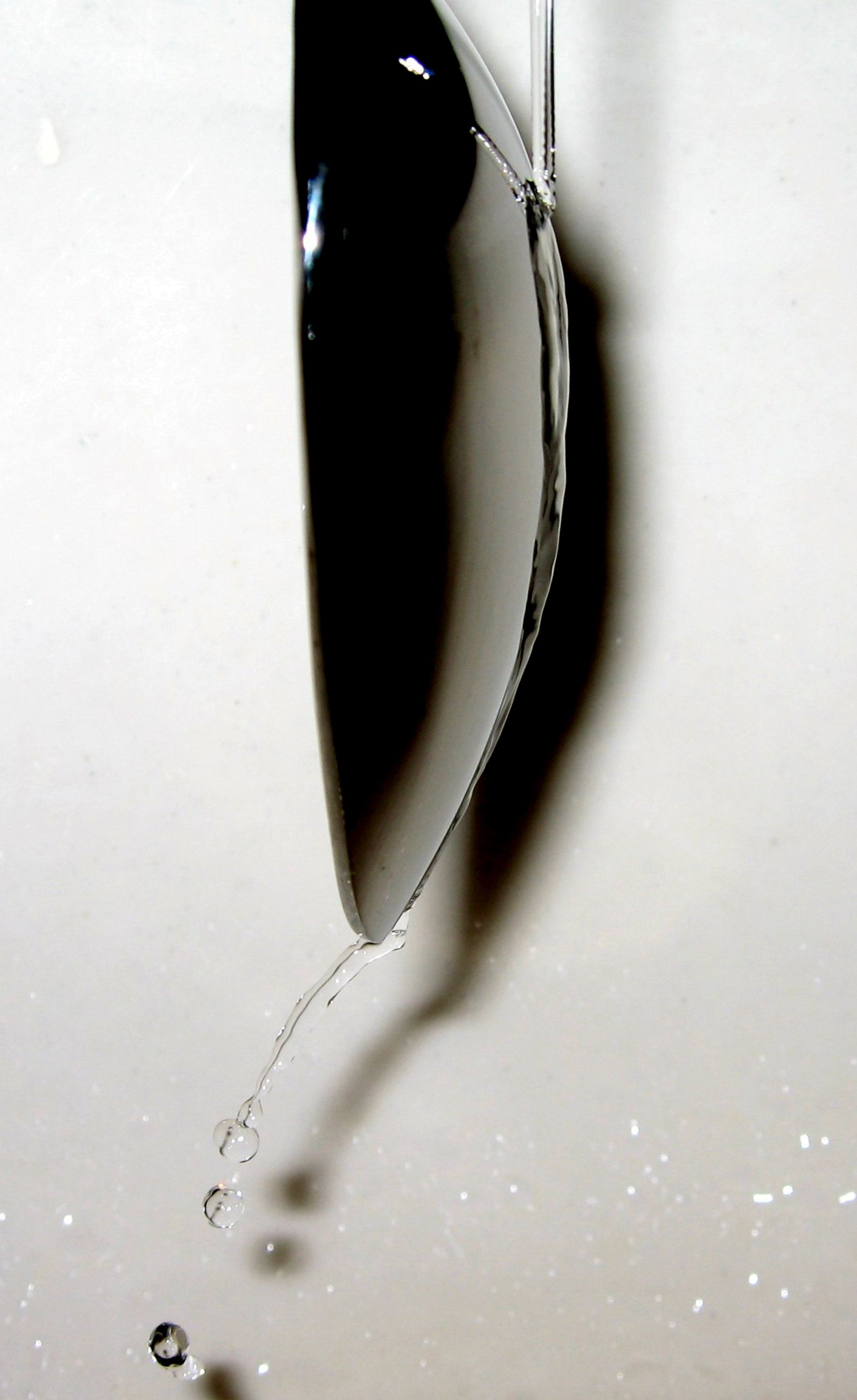
Het coanda-effect langs de achterkant van een roestvrij stalen eetlepel. Een verticaal vallende waterstraal wordt afgebogen door adhesie aan de lepel. Die adhesie levert een middelpuntzoekende kracht, net als een Bernoullikracht tussen laagjes in de vloeistof die een druk tegen de lepel geeft (zie hoofdtekst). Lager aan de sterk gekromde rand van de lepel kan de stroom het lepeloppervlak niet meer om de hoek volgen (of is de stroomsnelheid te hoog) en wint de zwaartekracht. De waterstraal laat de lepel los en valt in druppels uiteen.

Animatie van het coanda-effect van een vloeistofstroom langs een bol of cilinder.

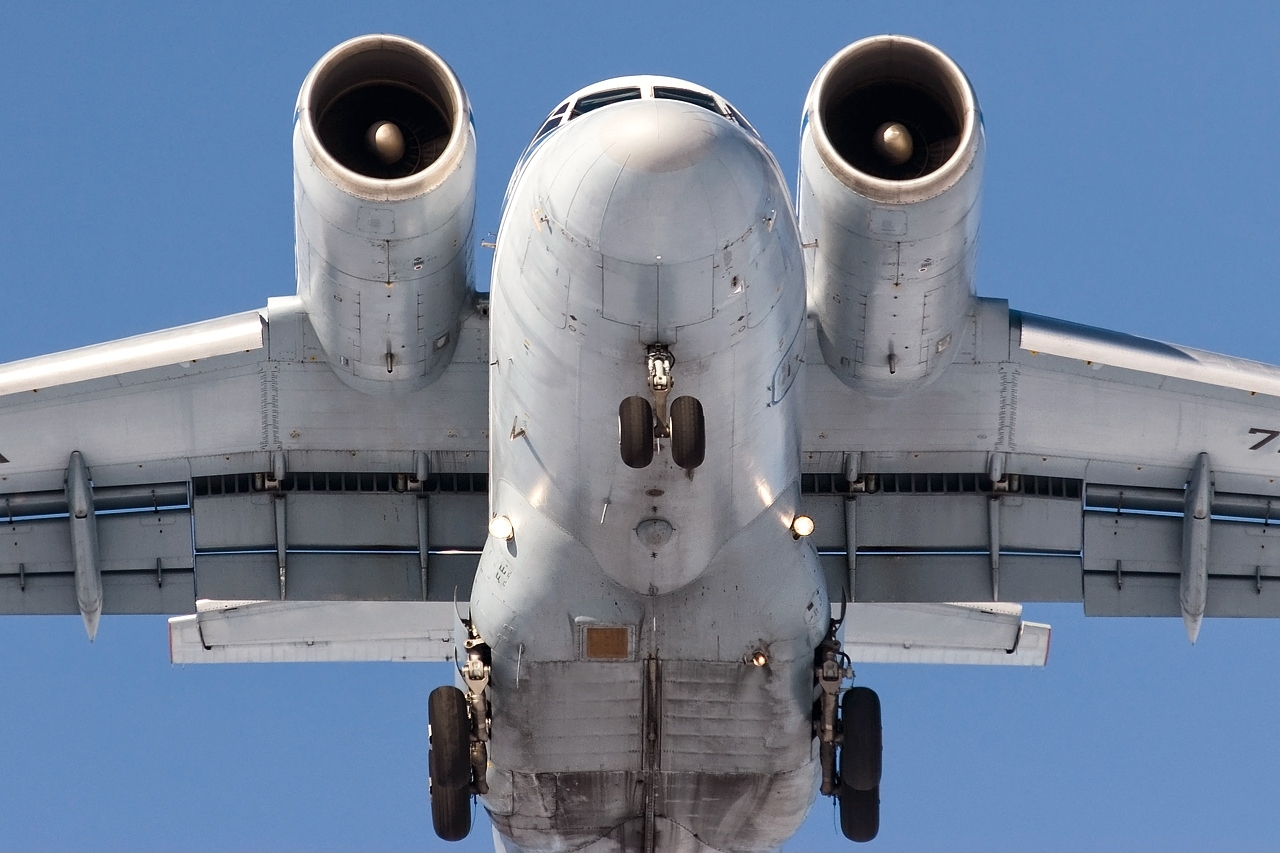
Het Russische vrachtvliegtuig Antonov An-72/74 maakt gebruik van het Coanda-effect. Moskou, 2010

Het coanda-effect (ook coandă-, plafond- of theepoteffect) is het verschijnsel dat een vloeistof- of gasstroom een bol (convex) oppervlak volgt in plaats van een rechte lijn in de oorspronkelijke richting. Wrijvingskrachten (adhesie) en de Wet van Bernoulli geven een middelpuntzoekende kracht die de grenslaag van de vloeistof tegen het bolle oppervlak aandrukt als de kromming en de stroomsnelheid niet te groot zijn.
Het principe werd door Albert Metral genoemd naar de Roemeense uitvinder Henri Coandă. Hij raakte in het verschijnsel geïnteresseerd toen een prototypevliegtuig (de Coandă-1910) dat hij had ontwikkeld, als gevolg van dit effect ernstig beschadigd werd.

## Toepassingen
Het coanda-effect heeft belangrijke toepassingen in diverse gebieden, onder andere in de luchtvaart en bij de voortstuwende werking van zeilen in de zeilsport. Sinds 2012 wordt het coanda-effect ook gebruikt in Formule 1 om de aerodynamica te verbeteren. Het coanda-effect kan de liftkracht van vliegtuigen versterken, zoals bij het Russische vrachtvliegtuig voor polaire gebieden de Antonov An-72/74 (NAVO-codenaam Coaler), met twee turbofan motoren bovenop de vleugel in plaats van eronder. Platen duwen de gasstroom van de motoren omlaag.

## Verklaring

### Vloeistoffen
Bij vloeistoffen kan het coanda-effect grotendeels verklaard worden door de aantrekkingskracht tussen verschillende moleculen. Deze intermoleculaire krachten - specifiek de zwakke vanderwaalskrachten - zorgen voor een oppervlaktespanning waardoor de vloeistof ook aan de onderkant van een horizontaal vlak blijft plakken. Hierbij levert de stroming van de vloeistof geen bijdrage aan het verschijnsel.

#### Theepoteffect
Het coanda-effect treedt ook op bij het uitschenken van een theepot, waarbij morsen vaak optreedt als niet snel genoeg geschonken wordt, het theepoteffect. De waterstraal bestaat uit laagjes waarbij het laagje in contact met de theepot de hoogste snelheid heeft. Door de Wet van Bernoulli ontstaan er drukverschillen tussen de laagjes met onderdruk bij het laagje in contact met de theepot. Dat wordt daardoor tegen de theepot gedrukt.
De adhesie is hoog bij aardewerk of glas. Een waterstraal langs een staaf (cilinder) of lepel volgt de kromming, waarbij adhesie aan het voorwerp samen met de Wet van Bernoulli voor een middelpuntzoekende kracht zorgt die de straal tegen het voorwerp drukt. Als de snelheid van de straal hoog is en de kromming te sterk, treedt er helemaal geen coanda-effect op: de adhesie krijgt geen kans.

### Gassen
Voor gassen heeft de verklaring echter niets te maken met intermoleculaire aantrekking. In dat geval is het drijvende mechanisme de verlaging van de druk ter hoogte van de bol (convexe) kromming, waar de stroomsnelheid van het gas hoger is. (Zie ook vliegtuigvleugel en de Wet van Bernoulli.) Bijgevolg schurkt de stroming tegen het oppervlak aan en buigt af.